# フアン・アントニオ・ララニャガ
フアン・アントニオ・ララニャガ・グルチャガ（Jon Andoni Larrañaga Gurrutxaga、1958年7月3日 - ）は、スペイン・バスク州アスペイティア出身の元サッカー選手。現役時代のポジションはDF。元スペイン代表。
1980年のプロデビューしてから現役引退までをレアル・ソシエダ一筋でキャリアを全うした選手。

## 経歴

### クラブ
1980年1月16日、コパ・デル・レイのペーニャ・スポルトFC戦にて、前半10分に途中交代でレアル・ソシエダでのトップチームデビューをプロデビューを果たした。プロ3シーズン目となる1981-82シーズンからレギュラーに定着し、このシーズンはラ・リーガ優勝を経験し、UEFAチャンピオンズカップにも出場した。また、怪我をまったく負わない選手だったため、1985-86シーズンから1992-93シーズンまでのリーグ戦全202試合に連続出場したという記録を持っており、2021-22シーズンにアスレティック・ビルバオのイニャキ・ウィリアムズに追い抜かれるまでは、ラ・リーガの最長記録であった。1993-94シーズン終了後、35歳で現役を引退した。また、引退後の2006年から2008年までの2年間は、レアル・ソシエダのカンテラで運営を担っていた。

### 代表
1988年2月24日、チェコスロバキア代表との親善試合にて、スペイン代表初キャップを記録した。

## タイトル

### クラブ
レアル・ソシエダ
- ラ・リーガ : 2回 (1980-81, 1981-82)
- コパ・デル・レイ : 1回 (1986-87)
- スーペルコパ・デ・エスパーニャ : 1回 (1982-83)

### 個人
- 最優秀スペイン人選手 : 1回 (1987-88)